# Jack Collins (cầu thủ bóng đá thập niên 1930)
James Collins là một cầu thủ bóng đá người Anh thi đấu ở vị trí tiền vệ chạy cánh. Ông thi đấu tại Football League cho Cardiff City.